# Andoni Aiarza Zallo
Andoni Aiarza Zallo (Derio, 12 de setembre de 1965) és un exfutbolista basc, que ocupava la posició de defensa.

## Trajectòria
Format al planter de l'Athletic Club, puja a l'equip B el 1984 i tres anys després debuta amb el primer equip, en partit contra el RCD Mallorca. A l'Athletic no arribarà a fer-se un lloc titular, tot i ser aparèixer amb certa freqüència.
A la 89/90 marxa al Reial Valladolid, on roman dues campanyes, jugant al voltant d'una vintena de partits cadascuna. També juga cinc partits a la Recopa, on marca un gol. L'estiu de 1991 retorna a l'Athletic, on qualla una bona temporada, amb 20 partits i 2 gols. Però, no té continuïtat i el 1992 fitxa pel Rayo Vallecano.
Al conjunt madrileny passa dues temporades prou irregulars. L'estiu de 1994 s'incorpora a l'Atlético Marbella de Segona Divisió, on trobarà un lloc titular en les dues campanyes que hi milita a l'equip andalús, tot i que en la segona, el Marbella perd la categoria.
Finalment, Aiarza es retira al final de la temporada 96/97, després de jugar eixe any amb el Barakaldo.